# Honk
Honk è una raccolta greatest hits del gruppo rock britannico Rolling Stones pubblicata il 19 aprile 2019 su etichetta Promotone BV e Universal Music. Il disco contiene tutte le più grandi hit di successo del gruppo a partire dal 1971. Honk include tutte le 18 tracce presenti nella compilation Jump Back del 1993. L'edizione standard include 36 brani, mentre la deluxe edition aggiunge 10 bonus track provenienti da recenti esibizioni dal vivo. Tutte le tracce presenti sono in versione album.

## Tracce
Standard edition
1. Start Me Up - 3:33
2. Brown Sugar - 3:50
3. Rocks Off - 4:32
4. Miss You - 4:48
5. Tumbling Dice - 3:46
6. Just Your Fool -  2:18
7. Wild Horses - 5:42
8. Fool to Cry -  5:05
9. Angie - 4:32
10. Beast of Burden - 4:25
11. Hot Stuff - 5:21
12. It's Only Rock 'n Roll (But I Like It) - 5:08
13. Rock and a Hard Place - 5:24
14. Doom and Gloom - 3:58
15. Love Is Strong - 3:47
16. Mixed Emotions - 4:38
17. Don't Stop - 3:59
18. Ride 'Em On Down - 2:49
19. Bitch - 3:37
20. Harlem Shuffle - 3:25
21. Hate to See You Go - 3:22
22. Rough Justice - 3:12
23. Happy - 3:05
24. Doo Doo Doo Doo Doo (Heartbreaker) - 3:27
25. One More Shot - 3:02
26. Respectable - 3:08
27. You Got Me Rocking - 3:35
28. Rain Fall Down - 4:54
29. Dancing with Mr. D - 4:53
30. Undercover of the Night - 4:33
31. Emotional Rescue - 5:40
32. Waiting on a Friend - 4:35
33. Saint of Me - 5:15
34. Out of Control - 4:45
35. Streets of Love - 5:09
36. Out of Tears - 5:27

Bonus Disc Live
1. Get Off of My Cloud - 3:20
2. Dancing with Mr. D - 4:36
3. Beast of Burden - 4:16
4. She's a Rainbow - 3:23
5. Wild Horses (featuring Florence Welch) - 4:49
6. Let's Spend the Night Together - 4:04
7. Dead Flowers (con Brad Paisley) - 5:24
8. Shine a Light - 4:11
9. Under My Thumb - 4:30
10. Bitch (con Dave Grohl) - 5:15

La versione Digital Deluxe ha un differente ordine di tracce per le prime 36 canzoni.